# Pulicaria mauritanica
Pulicaria mauritanica là một loài thực vật có hoa trong họ Cúc. Loài này được Batt. miêu tả khoa học đầu tiên năm 1889.